# Tithorea duenna
Tithorea duenna är en fjärilsart som beskrevs av Bates 1864. Tithorea duenna ingår i släktet Tithorea och familjen praktfjärilar. Inga underarter finns listade i Catalogue of Life.